# Городній Геннадій Євгенович
Геннадій Євгенович Городній (нар. 4 жовтня 1957 року, м. Конотоп Сумської області, УРСР) — російський діяч кінематографа. Режисер, сценарист, продюсер. Член Союзу кінематографістів РФ, член правління Комісії неігрового кіно Союзу. Керівник «Школи-студії документального кіно», директор продюсерського центру «Діалог», колишній генеральний директор державного підприємства «Російська центральна студія хронікально-документальних та учбових фільмів». З 2014 року — практикуючий психоаналітик.

## Біографія
Після закінчення школи поступив в МАІ.
У 1989 році закінчив сценарний факультет Вдіку (майстерня В. Вайсфельда).
У 1991 році закінчив відділення режисури неігрового кіно ВКСР (майстерня П. Мостового).
У 1989—1994 роках — продюсер кінокомпанії «Зростання».
З 1995 року директор і продюсер Кіновідеостудії «Школа-студія документального кіно».

## Фільмографія

### Режисер
- 1991 — «Танцверанда їм. Ф. Е. Дзержинського» (документальний)
- 1992 — «Міст» (документальний)
- 1993 — «Привести у виконання» (документальний)
- 1994 — «В тіні екологічної бомби» (документальний)
- 1994 — «Венеціанське дзеркало» (короткометражний)
- 1994 — «Хрест» (документальний)
- 1995 — «Веселі картинки» (документальний)
- 1996 — «Я пам'ятник собі воздвиг» (документальний, відео)
- 1997 — «Полон дракона» (документальний)
- 1998 — «Вода! Вода!» (документальний)
- 1998 — «Московський ноктюрн» (документальний)
- 1999 — «Занесені вітром» (документальний) — спільно з А. Осиповим
- 2004 — «Арам Хачатурян. Хроніки» (документальний)
- 2005 — «Месія темних сил. Окультні таємниці Третього рейху» (документальний телефільм)

### Сценарист
- 1993 — «Привести у виконання» (документальний) — автор сценарію
- 1994 — «В тіні екологічної бомби» (документальний) — автор сценарію
- 1994 — «Венеціанське дзеркало» (короткометражний) — автор сценарію спільно з С. Коновалової
- 1996 — «Я пам'ятник собі воздвиг» (документальний, відео) — автор сценарію
- 1997 — «Полон дракона» (документальний) — автор сценарію спільно з К. Гуревичем
- 1998 — «Вода! Вода!» (документальний) — автор сценарію
- 1998 — «Московський ноктюрн» (документальний) — автор сценарію
- 1999 — «Занесені вітром» (документальний) — автор сценарію
- 2004 — «Арам Хачатурян. Хроніки» (документальний) — автор сценарію спільно з Т. Варжапетян
- 2005 — «Месія темних сил. Окультні таємниці Третього рейху» (документальний телефільм) — автор сценарію

### Продюсер
- 1993 — «Привести в исполнение» (документальний) — продюсер
- 1994 — «В тени экологической бомбы» (документальний) — продюсер
- 1994 — «Новые красные» (документальний, відео) — продюсер
- 1994 — «Портрет с друзьями» (документальний) — продюсер
- 1994 — «Татьяна и Молле» (документальний, відео) — продюсер
- 1996 — «Я памятник себе воздвиг» (документальний, відео) — продюсер
- 1997 — «Мальчик» (мультфільм) — продюсер
- 1997 — «Плен дракона» (документальний) — продюсер
- 1998 — «Вода! Вода!» (документальний) — продюсер
- 1998 — «Московский ноктюрн» (документальний) — продюсер
- 1998 — «Хор девушек» (документальний) — продюсер
- 2000 — «Голос Термена» (документальний) — продюсер
- 2000 — «Царская охота» (документальний) — продюсер
- 2001 — «Исток» (документальний) — продюсер
- 2001 — «Скажите, почему?» (документальний) — продюсер
- 2002 — «Еразанк» (документальний) — продюсер разом із В. Морозовим
- 2002 — «Иллюзия» (документальний) — продюсер
- 2002 — «На кромке бытия» (документальний) — продюсер разом із В. Морозовим
- 2002 — «Ночной дозор» (документальний) — продюсер
- 2002 — «Сеанс гипноза» (документальний) — продюсер
- 2003 — «Вайнах» (документальний) — продюсер
- 2003 — «Возвращение Шаткова» (документальний) — продюсер
- 2003 — «Да будет свет!» (документальний) — продюсер
- 2003 — «Килька балтийская пряного посола» (документальний) — продюсер
- 2003 — «Сиреневое счастье» (документальний) — продюсер
- 2003 — «Экскурсия в страну отцов» (документальний) — продюсер
- 2004 — «Москва вторая. Город мечты» (документальний) — продюсер
- 2005 — «Мессия темных сил. Оккультные тайны Третьего рейха» (документальний телефільм) — продюсер
- 2012 — «Куц, который всегда бежал впереди» (документальний) — продюсер

## Визнання і нагороди
- 1994 — Приз телебачення Фінляндії («За кращий документальний фільм року», фільм «Привести у виконання»)
- 1995 — МКФ «Екосвіт» у Мінську (Бронзовий приз, фільм «тіні екологічної бомби»)
- 1995 — МКФ к/м фільмів у Кракові (Приз «Срібний Дракон», фільм «Хрест»)
- 1996 — ОКФ неігрового кіно «Росія» в Єкатеринбурзі (Диплом журі «За найкращий сумний фільм про веселу людину», фільм «Веселі картинки»)
- 1997 — ОКФ неігрового кіно «Росія» в Єкатеринбурзі (Головний приз за кращий науково-популярний фільм, фільм «Полон дракона»)